# Метод ІКСІ

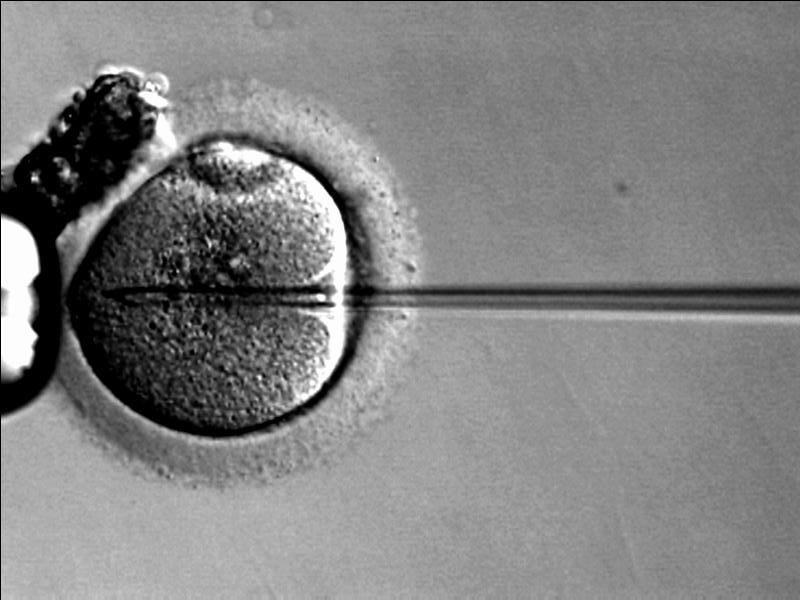
Ін'єкція сперматозоїда в ооцит методом ICSI

Метод ІКСІ (ICSI) (англ. intracytoplasmic sperm injection — дослівно «введення сперматозоїда в цитоплазму ооцита», також ІЦІС — інтрацитоплазмічна ін'єкція сперми) — один із основних методів ДРТ (лікування безпліддя).

## Процедура
Вся процедура ІКСІ проводиться з використанням мікроскопа. Алгоритм методу полягає в тому, що потрібний сперматозоїд знерухомлюють і вводять в цитоплазму зрілої яйцеклітини. Через 16-18 годин здійснюють перевірку наявності пронуклеусів — ядер статевих клітин, які необхідні для утворення зиготи.
Одержання сперматозоїдів для ІКСІ може здійснюватися з еякуляту або хірургічними методами. Для проведення ІКСІ шляхом мікроскопічного аналізу якості сперматозоїда на основі «класичних» морфологічних характеристик з урахуванням тонкої його мікроскопічної структури вибирається найкращий екземпляр.
Процедура ІКСІ проводиться в день одержання яйцеклітин у жінки, або наступного дня, якщо не відбулося самостійного запліднення. Перед проведенням ІКСІ видаляються клітини променистого вінця, які оточують яйцеклітину. Мікроманіпуляцію проводять тільки на зрілих яйцеклітинах при наявності першого полярного тільця.

## Ембріони
Ембріони, які отримують завдяки процедурі ІКСІ, володіють нормальною здатністю до розвитку.
Діти, які народжені з допомогою запліднення методом ІКСІ, абсолютно не відрізняються ні фізичними ні розумовими здібностями від звичайних дітей.

## Показання до запліднення методом ІКСІ
Метод ІКСІ застосовують при лікуванні важких форм чоловічого безпліддя, коли мають місце наступні чинники:
- виражене зниження числа сперматозоїдів (менше 2 млн./моль) або зниження числа активно-рухомих сперматозоїдів (менше 1 млн./1 моль);
- відсутність зрілих сперматозоїдів в еякуляті будь-якого походження, але якщо водночас присутні рухомі сперматозоїди при пункції яєчка чи його придатку (TESA) або якщо їх можна отримати при ретроградній еякуляції;
- велика кількість аномальних сперматозоїдів або нездатність сперматозоїда проникнути через оболонку яйцеклітини;
- наявність антиспермальних антитіл в сім'яній рідині.

Також метод ІКСІ застосовуються при шийковому факторі, коли сперматозоїди стають нежиттєздатні в статевих шляхах жінки.

## Результативність
Шанси завагітніти за допомогою ІКСІ становлять 30-40% за цикл, в залежності від віку пари, гормональної ситуації, наявності супутніх захворювань (як наприклад, цукровий діабет чи гіпертонічна хвороба), і загального стилю життя (спосіб харчування, надмірна вага, стреси, шкідливі звички тощо).